# Palcacocha
Palcacocha je jezero ledovcového původu v Peru. Nachází se pod horou Palcaraju v pohoří Cordillera Blanca v nadmořské výšce 4562 metrů a patří k národnímu parku Huascarán. Jezero je zdrojem pitné vody pro město Huaraz (region Áncash), které je vzdáleno 23 km jihozápadním směrem. 
Název jezera pochází z kečuánského výrazu  P'allqa qucha (Přehrazené jezero). Dne 13. prosince 1941 způsobil sesuv ledovce protržení morénové hráze zadržující vody jezera a oblast okolo Huarazu zasáhl bahnotok, který si vyžádal nejméně pět tisíc lidských obětí.
Jezero dosahuje hloubky 72 metrů a jeho rozloha se v důsledku tání ledovců zvětšila od roku 2000 z 0,16 km² na 0,48 km². Existuje nebezpečí, že narůstající masa vody naruší břehy a dojde k obdobné tragédii jako v roce 1941, byl proto vybudován drenážní systém, který má z jezera přebytečnou vodu odčerpávat.